# Barbara Lang
Barbara Lang, Barbara Jean Bly (ur. 2 marca 1928 w Pasadenie, zm. 22 lipca 1982 w Los Angeles) – amerykańska aktorka i modelka.

## Biografia
Barbara Jean Bly (bo tak brzmiało jej prawdziwe nazwisko) urodziła się Pasadenie w Kalifornii. Córka Leonidisa Stannage Bly i Esther W. z domu Kaufman. Uczęszczała do Eagle Rock High School w Los Angeles. W wieku 17 lat rozpoczęła karierę modelki. W tym samym czasie śpiewała również w nocnych klubach. Jej aktorska filmografia to role atrakcyjnej blondynki w amerykańskich filmach lat 50. XX wieku.

## Filmografia
- (1955–56) Death Valley Days – epizody
- (1957) Ludzie z numerami – Ruth Judlow
- (1958) Facetka – Ginger D’Amour
- (1957) W pogoni za cieniem – epizod
- (1958) Maverick – Amy Lawrence
- (1958) The Bob Cummings Show – epizod
- (1959) 77 Sunset Strip – Alice Blake
- (1959) Lawman – Julie Tate
- (1960) Tightrope! – Madge Martin
- (1960) Outlaws – Lucinda
- (1961) Lock Up – Elaine Denham

## Życie osobiste
Była zamężna z aktorem Alanem Wellsem (1956–1957) i Johnem George’em (1967–1972). Pierwszy z tych związków został formalnie unieważniony, kiedy podczas sprawy rozwodowej w sądzie okazało się, że Wells zawierając związek małżeński z Lang był żonaty. Z George’em rozwiodła się, jednak aż do śmierci zachowała jego nazwisko.

## Źródło
- Barbara Lang. [w:] Glamour girls [on-line]. [dostęp 2023-07-21]. (ang.).